# DB 481 sorozat
A DB 481/482 sorozat egy német villamos motorvonat (ikerkocsi). Jelenleg a berlini S-Bahn hálózat legújabb és legnagyobb példányszámban közlekedő típusa. 1996 és 2004 között 500 db ikerkocsi készült a AEG/ADtranz/Bombardier Transportation Berlin Hennigsdorf-i és a Deutsche Waggonbau AG/DWA/Bombardier Transportation Halle-i gyáraiban.

## Története
A német újraegyesülés után Berlinben lehetővé vált egy egységes járműtípus beszerzése a teljes berlini hálózatra. Az akkori járműpark nagyrészt háború előtti sorozatokból állt, átlagéletkoruk meghaladta a 40 évet. 1986-tól 1992-ig Nyugat-Berlin (DB 480) és Kelet-Berlin (DB 485) beszerzett új járműveket, de ezek eltértek egymástól, és az újabb forgalmi- és komfortigényeket sem elégítették ki.
1993-ban rendelték meg az első 100 darab 481/482-es sorozatú ikerkocsit (10 prototípus ikerkocsit 1996-ra és 90 darab széria-ikerkocsit 1997-re), majd 1995-ben a további 400 ikerkocsira szóló opciót is kiváltották.
1993-ban a Közlekedési Minisztérium a padlómagasságot 1080 mm-ről 1000 mm-re csökkentette a rendelésekben, ugyanakkor az ikerkocsikat átjárókkal kellett teljes szerelvénnyé összekötni.
Az első ikerkocsi 1996. január 22-én került bemutatásra a Schöneweide-i kocsiszínben. Az utolsó ikerkocsit 2004 szeptemberében adták át, ezzel a berlini S-Bahn járműpark átlagéletkora 6 évre csökkent.
A kezdeti problémák után a rendelkezésreállási mutatók magas szinten stabilizálódtak, egyes alkatrészeket azonban gyorsan cserélni kellett, melyeknél minőségi problémák léptek fel. Ezen kívül a gyenge fékhatást, a keresztirányú túl lágy rugózást és az indulásnál tapasztalható rángatózást kritizálja a személyzet, illetve az utazóközönség.

## Viszonylatok
A 481-es sorozat az alábbi viszonylatokon közlekedett 2007-ben:
- S1: Wannsee – Oranienburg
- S2: Blankenfelde – Bernau
- S25: Teltow Stadt – Hennigsdorf
- S3: Ostbahnhof – Erkner
- S41 és S42: Ring vonalak
- S45: Hermannstraße – Flughafen Schönefeld
- S47: Südkreuz – Spindlersfeld
- S5: Westkreuz – Strausberg Nord
- S5: Warschauer Straße - Mahlsdorf
- S7: Potsdam Hauptbahnhof – Ahrensfelde
- S75: Spandau – Wartenberg
- S85: Grünau – Waidmannslust